# Nepeta nepetella
La gattaia minore  (nome scientifico Nepeta nepetella L., 1759) è una piccola pianta pianta perenne erbacea aromatica dai delicati fiori labiati appartenente alla famiglia delle Lamiaceae.

## Etimologia
Il nome generico (Nepeta) si trova per la prima volta negli scritti di Gaio Plinio Secondo (Como, 23 – Stabiae, 25 agosto 79]) scrittore, ammiraglio e naturalista romano, e deriva da un antico nome latino per una pianta aromatica originaria di Nepi (Etruria). L'epiteto specifico (nepetella) significa letteralmente "piccola nepeta" e si riferisce alle minori dimensioni della pianta.
Il nome scientifico della specie è stato definito da Linneo (1707 – 1778), conosciuto anche come Carl von Linné, biologo e scrittore svedese considerato il padre della moderna classificazione scientifica degli organismi viventi, nella pubblicazione "Systema Naturae. Editio decima, reformata - 2: 1096. 1759" del 1759.

## Descrizione

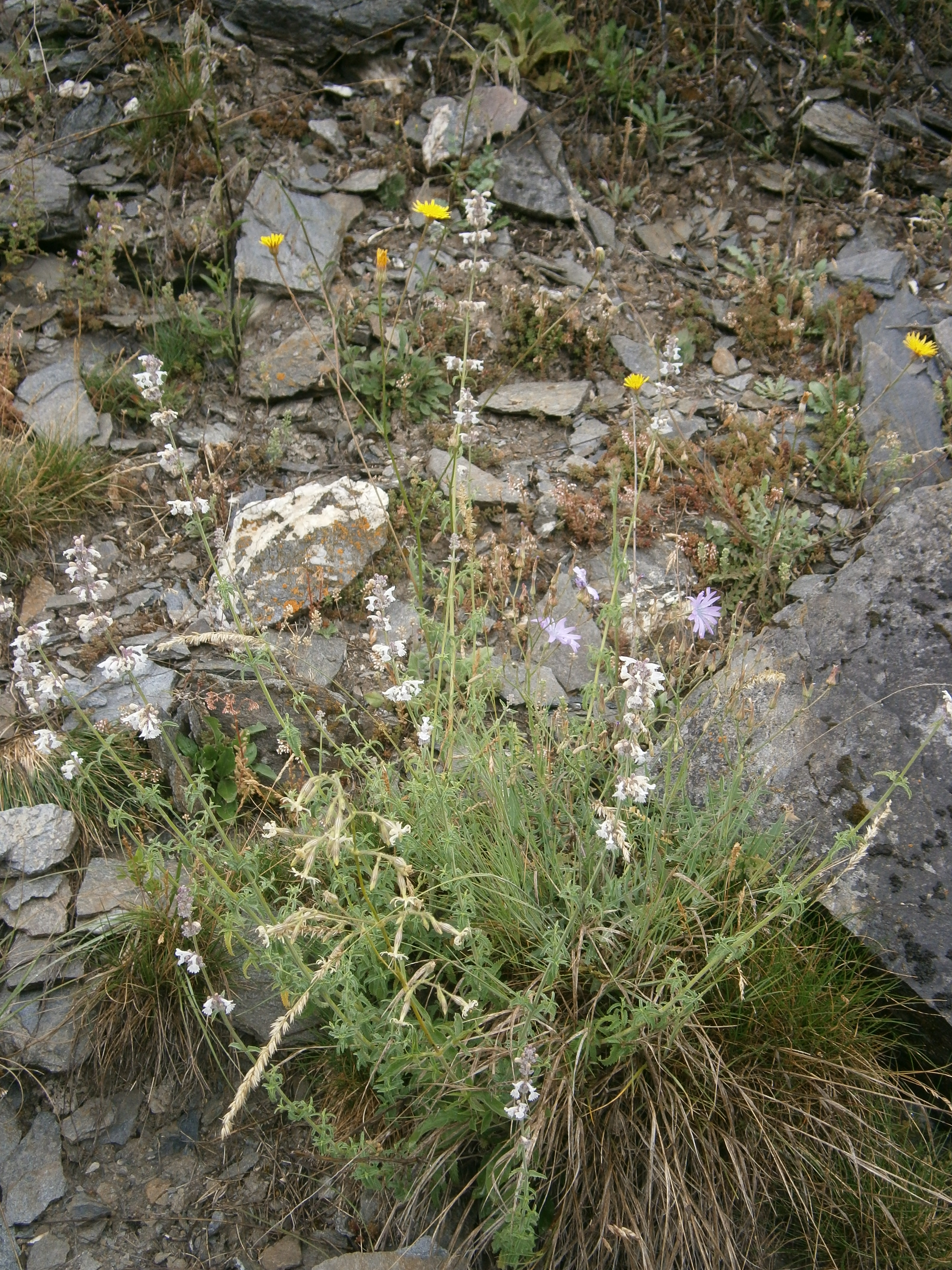
Il portamento

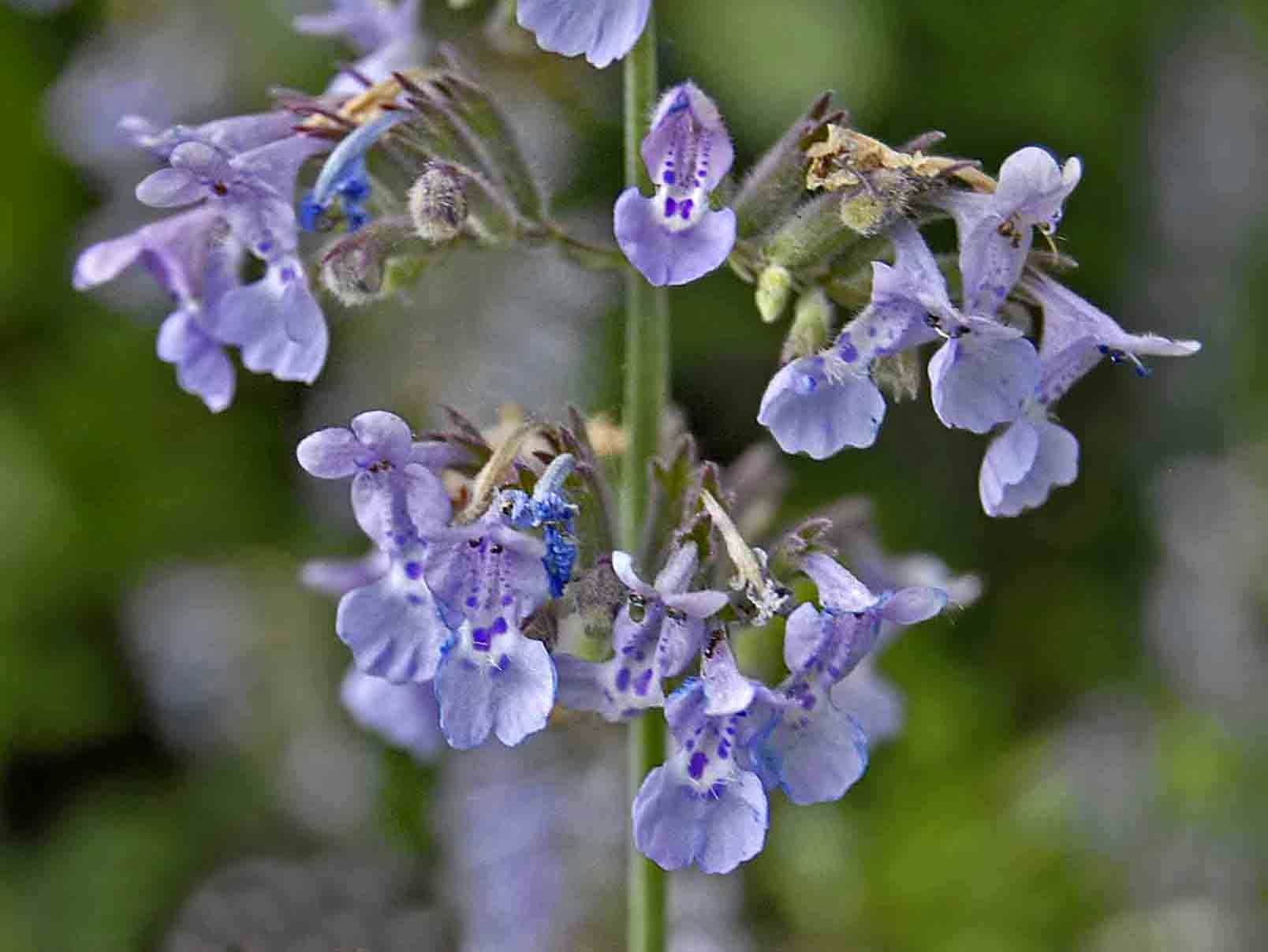
I fiori

L'altezza di queste piante varia da 3 a 6 dm (80 dm al massimo). La forma biologica è camefita suffruticosa (Ch suffr), sono piante perenni e legnose alla base, con gemme svernanti poste ad un'altezza dal suolo tra i 2 ed i 30 cm (le porzioni erbacee seccano annualmente e rimangono in vita soltanto le parti legnose).

### Radici
Le radici sono secondarie da rizoma.

### Fusto
La parte aerea del fusto è ascendente, legnosa alla base con indumento formato da peli crespi lunghi 0,2 mm. I fusti sono a sezione quadrangolare (a causa della presenza di fasci di collenchima posti nei quattro vertici). 

### Foglie
La disposizione delle foglie lungo il fusto è opposta a 2 a 2 e ogni coppia è disposta a 90° rispetto a quella sottostante. Sono picciolate con lamina a forma strettamente lanceolata. I bordi hanno per lato 5 - 6 profondi denti con apice acuto. Spesso le foglie formano dei fascetti ascellari. La superficie è pubescente o lanosa ma non vischiosa. Lunghezza del picciolo: 3 – 10 mm. Dimensione delle foglie: larghezza 3 – 6 mm; lunghezza 20 – 26 mm.

### Infiorescenza
L'infiorescenza è ramosa ed è formata da verticillastri di 4 - 6 fiori all'ascella di brattee con forme lanceolato-acuminate. Ogni singolo fiore è sotteso da alcune bratteole lesiniformi. Dimensione delle brattee: larghezza 3 – 5 mm; lunghezza 7 – 15 mm. Dimensione delle bratteole: larghezza 0,2 - 0,4 mm; lunghezza 2 - 2,5 mm.

### Fiore
I fiori sono ermafroditi, zigomorfi, tetraciclici (con i quattro verticilli fondamentali delle Angiosperme: calice– corolla – androceo – gineceo) e pentameri (ogni verticillo ha 5 elementi). Lunghezza dei fiori: 10 – 14 mm.
- Formula fiorale. Per la famiglia di queste piante viene indicata la seguente formula fiorale:

X, K (5), [C (2+3), A 2+2] G (2), supero, 4 nucule
- Calice: il calice è tubuloso (gamosepalo - i sepali sono concresciuti) e abbastanza diritto con diverse nervature (una quindicina) e termina con le fauci oblique formate da cinque denti acuti (quegli superiori sono più lunghi di quelli inferiori - calice debolmente zigomorfo). È ricoperto da corti peli (indumento bianco-pubescente). Alla fruttificazione assume una forma urceolata. Lunghezza del tubo: 4 – 6 mm. Lunghezza dei denti: 2 – 4 mm.
- Corolla: la corolla è bilabiata (gamopetala con struttura 2/3 - corolla zigomorfa): il labbro superiore è formato da due lobi lievemente ripiegati all'insù; il labbro inferiore è formato da tre lobi (quello centrale è più grande di tutti ed è concavo). Il labbro inferiore è inoltre ricoperto di macchie più scure (viola), mentre l'interno delle fauci è più chiaro sempre macchiato. Il tubo corollino esternamente è pubescente, mentre all'interno è privo dell'anello di peli caratteristico delle labiate (dei peli sono presenti solo alla base del labbro inferiore). Il colore è bianco (raramente è rosato o violaceo). Dimensioni del tubo: lunghezza 10 – 12 mm.
- Androceo: gli stami sono quattro (un quinto stame è atrofizzato) e tutti fertili e con filamenti paralleli (non convergenti); sono inoltre inclusi. Gli stami sono didinami: i due posteriori sono più lunghi di quelli anteriori. Le antere sporgono appena dalla corolla; in particolare hanno l'unicità d'essere riunite e incrociate a 90° a due a due. I granuli pollinici sono del tipo tricolpato o esacolpato.
- Gineceo: l'ovario è supero (o anche semi-infero) formato da due carpelli saldati (ovario bicarpellare) ed è 4-loculare per la presenza di falsi setti divisori all'interno dei due carpelli. La placentazione è assile. Gli ovuli sono 4 (uno per ogni presunto loculo), hanno un tegumento e sono tenuinucellati (con la nocella, stadio primordiale dell'ovulo, ridotta a poche cellule).[11]. Lo stilo inserito alla base dell'ovario (stilo ginobasico) è del tipo filiforme e più o meno lungo come gli stami. Lo stigma è bifido con lobi subuguali. Il nettario è un disco (a 4 lobi) alla base e intorno all'ovario più sviluppato anteriormente e ricco di nettare.
- Fioritura: da (giugno) luglio a agosto (settembre).

### Frutti
Il frutto è un tetrachenio (composto da quattro nucule) racchiuso nel calice persistente. La forma è ovoidale trigona (dimensioni 1,7 x 1 mm). I semi sono sprovvisti di endosperma.

## Riproduzione
- Impollinazione: l'impollinazione avviene tramite insetti tipo ditteri e imenotteri, raramente lepidotteri (impollinazione entomogama).[6][12]
- Riproduzione: la fecondazione avviene fondamentalmente tramite l'impollinazione dei fiori (vedi sopra).
- Dispersione: i semi cadendo a terra (dopo essere stati trasportati per alcuni metri dal vento – disseminazione anemocora) sono successivamente dispersi soprattutto da insetti tipo formiche (disseminazione mirmecoria).

## Distribuzione e habitat

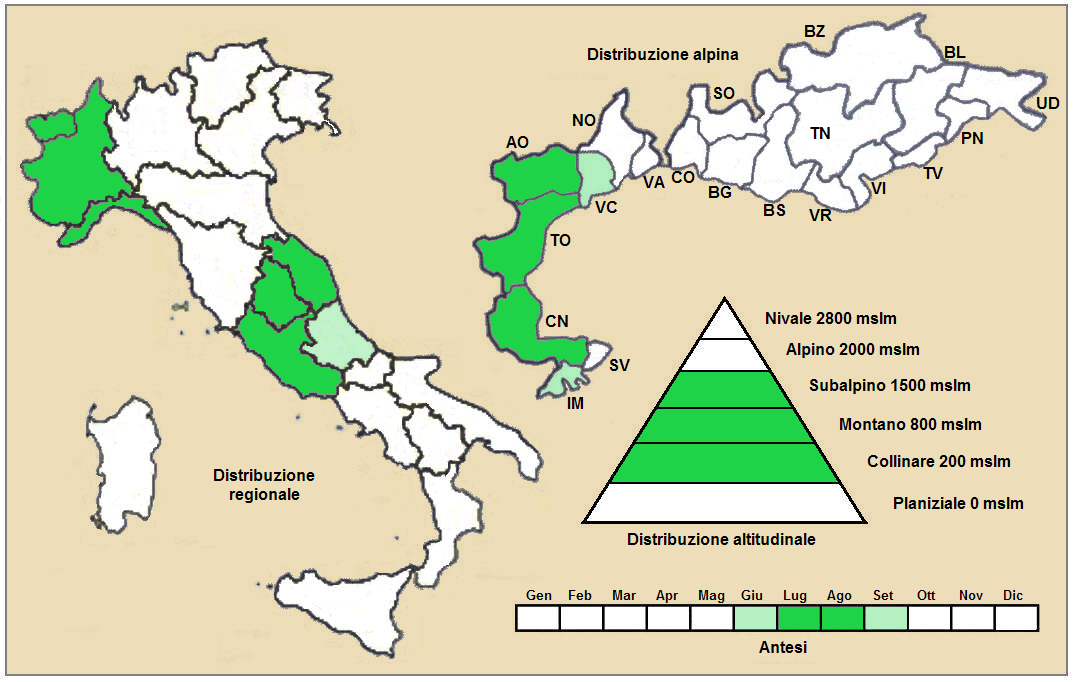
Distribuzione della pianta
(Distribuzione regionale – Distribuzione alpina)

- Geoelemento: il tipo corologico (area di origine) è Orofita - Ovest Mediterraneo.
- Distribuzione: in Italia è una specie rara e si trova al Nord-Ovest e al Centro. Nelle Alpi si trova solo a occidente (in Francia si trova nei dipartimenti di Alpes-de-Haute-Provence, Hautes-Alpes, Alpes-Maritimes, Drôme, Isère e Savoia). Sugli altri rilievi europei collegati alle Alpi si trova nei Pirenei.[14]
- Habitat: l'habitat tipico per questa pianta sono gli incolti, i ruderi e i vecchi muri; ma anche le praterie rase, i prati e i pascoli aridi dal piano collinare a quello subalpino. Il substrato preferito è calcareo ma anche calcareo/siliceo con pH neutro, bassi valori nutrizionali del terreno che deve essere arido.
- Distribuzione altitudinale: sui rilievi queste piante si possono trovare da 800 fino a 2200 m s.l.m.; frequentano quindi i seguenti piani vegetazionali: collinare, montano e subalpino.

### Fitosociologia

#### Areale alpino
Dal punto di vista fitosociologico alpino Nepeta nepetella appartiene alla seguente comunità vegetale:
Formazione: delle comunità a emicriptofite e camefite delle praterie rase magre secche
Classe: Festuco-Brometea
Ordine: Ononidetalia striatae

#### Areale italiano
Per l'areale completo italiano Nepeta nepetella appartiene alla seguente comunità vegetale:
- Macrotipologia: vegetazione delle praterie.

- Classe: Festuco valesiacae-brometea erecti Br.-Bl. & Tüxen ex Br.-Bl. 1949

- Ordine: Festucetalia valesiacae Br.-Bl. & Tüxen ex Br.-Bl. 1949

- Alleanza: Stipo-poin xerophilae Br.-Bl. & Tüxen ex Br.-Bl. 1949

Descrizione: l'alleanza Stipo-poin xerophilae è relativa alle praterie xerofile di tipo steppico e calcicole delle valli interne delle Alpi orientali. La vegetazione di queste stazioni è rappresentata in prevalenza dai boschi steppico-continentali di pino silvestre e dai boschi (pannonici) di Quercus pubescens.
Specie presenti nell'associazione: Centaurea stoebe, Festuca rupicola, Festuca valesiaca, Iris pumila, Petrorhagia saxifraga, Scorzonera austriaca, Stipa capillata, Stipa pulcherrima, Elytrigia intermedia, Astragalus exscapus, Bothriochloa ischaemum, Pulsatilla montana, Carex supina, Festuca stricta subsp. sulcata.

## Tassonomia
La famiglia di appartenenza della specie (Lamiaceae), molto numerosa con circa 250 generi e quasi 7000 specie, ha il principale centro di differenziazione nel bacino del Mediterraneo e sono piante per lo più xerofile (in Brasile sono presenti anche specie arboree). Per la presenza di sostanze aromatiche, molte specie di questa famiglia sono usate in cucina come condimento, in profumeria, liquoreria e farmacia. La famiglia è suddivisa in 7 sottofamiglie: il genere Nepeta è descritto nella tribù Mentheae (sottotribù Nepetinae) appartenente alla sottofamiglia Nepetoideae. Nelle classificazioni più vecchie la famiglia Lamiaceae viene chiamata Labiatae.
Il numero cromosomico di N. nepetella è: 2n = 34 e 36.

### Sottospecie
Per questo taxon sono riconosciute valide le seguenti sottospecie:
- Nepeta nepetella subsp. aragonensis (Lam.) Nyman
- Nepeta nepetella subsp. laciniata  (Willk.) Aedo
- Nepeta nepetella subsp. murcica  (Guirão ex Willk.) Aedo

### Ibridi
Con la specie Nepeta racemosa Lam. la pianta di questa voce forma il seguente ibrido interspecifico:
- Nepeta × faassenii Bergmans ex Stearn, 1950

### Sinonimi
Questa entità ha avuto nel tempo diverse nomenclature. L'elenco seguente indica alcuni tra i sinonimi più frequenti:
- Cataria nepetella (L.) Moench
- Cataria tenuifolia Bubani
- Glechoma nepetella (L.) Kuntze
- Nepeta angustifolia Mill.
- Nepeta arragonensis Benth.
- Nepeta catalaunica Sennen
- Nepeta delphinensis Mutel
- Nepeta grandiflora Mutel
- Nepeta graveolens Vill.
- Nepeta humilis Salisb.
- Nepeta incana Aiton]
- Nepeta lanceolata Lam.
- Nepeta longicaulis Dufour
- Nepeta nepetella var. argutidens Briq.
- Nepeta nepetella var. humilis Benth.
- Nepeta nepetella var. incana Benth.
- Nepeta nepetella var. longicaulis (Dufour) Nyman
- Nepeta nepetella var. major Benth.
- Nepeta paniculata Mill.

### Specie simili
Nelle vecchie trattazioni botaniche alcune specie di Glechoma erano descritte all'interno del genere Nepeta L.. In effetti le differenze tra le specie dei due generi (Glechoma e Nepeta) sono minime: il lobo mediano del labbro inferiore della corolla delle “Nepeta” è concavo (in Glechoma è piano), inoltre le foglie (sempre delle Nepeta) poste all'ascella dei fiori sono trasformate in brattee e quindi differenti dalle foglie cauline.

## Altre notizie
La nepeta nepetella in altre lingue è chiamata nei seguenti modi:
- (DE)  Kleine Katzenminze
- (FR)  Népéta petit népéta
- (EN)  Small Catmint